# Lizander
Lizander (Lysandros), špartanski admiral in politik, * ?, † 395 pr. n. št.
V vojni med Atenami in Šparto je vodil špartansko ladjevje. S pomočjo Kira mlajšega, prezijskega princa, je premagal Atence v pomorski bitki pri Notionu 407 pr. n. št. in pozneje pri Ajgospotamih leta 405 pr. n. št. V teh bitkah je kot ujetnike dal ubit skoraj 4000 atenskih vojakov. S pomočjo vojaških uspehov in še posebej zmage pri Ajgospotamih je lahko dal zapret Dardanele (takrat Helespont). Aprila leta 404 pr. n. št. mu je uspelo zavzeti Atene in s tem končati peleponešlo vojno. V Atenah in njeni okolici je hotel z oligarhijo izpodriniti atensko demokracijo, vendar mu to ni uspelo. Podprl je Agezilaja II., v upanju da bo pozneje on postal kralj. A ga je Agezilaj odstavil. Padel je v vojni z Bojotijo, med napadom na Haliart.